# Candelaria (El Salvador)
Candelaria é um município do departamento de Cuscatlán, em El Salvador. Sua população estimada em 2007 era de 10 090 habitantes.